# Тумбі (Німеччина)
Тумбі (нім. Thumby), також Тумбю (дан. Tumby) — громада в Німеччині, розташована в землі Шлезвіг-Гольштейн. Входить до складу району Рендсбург-Екернферде. Складова частина об'єднання громад Шляй-Остзее.
Площа — 27,39 км2. Населення становить 374 ос. (станом на 31 грудня 2020).

## Галерея

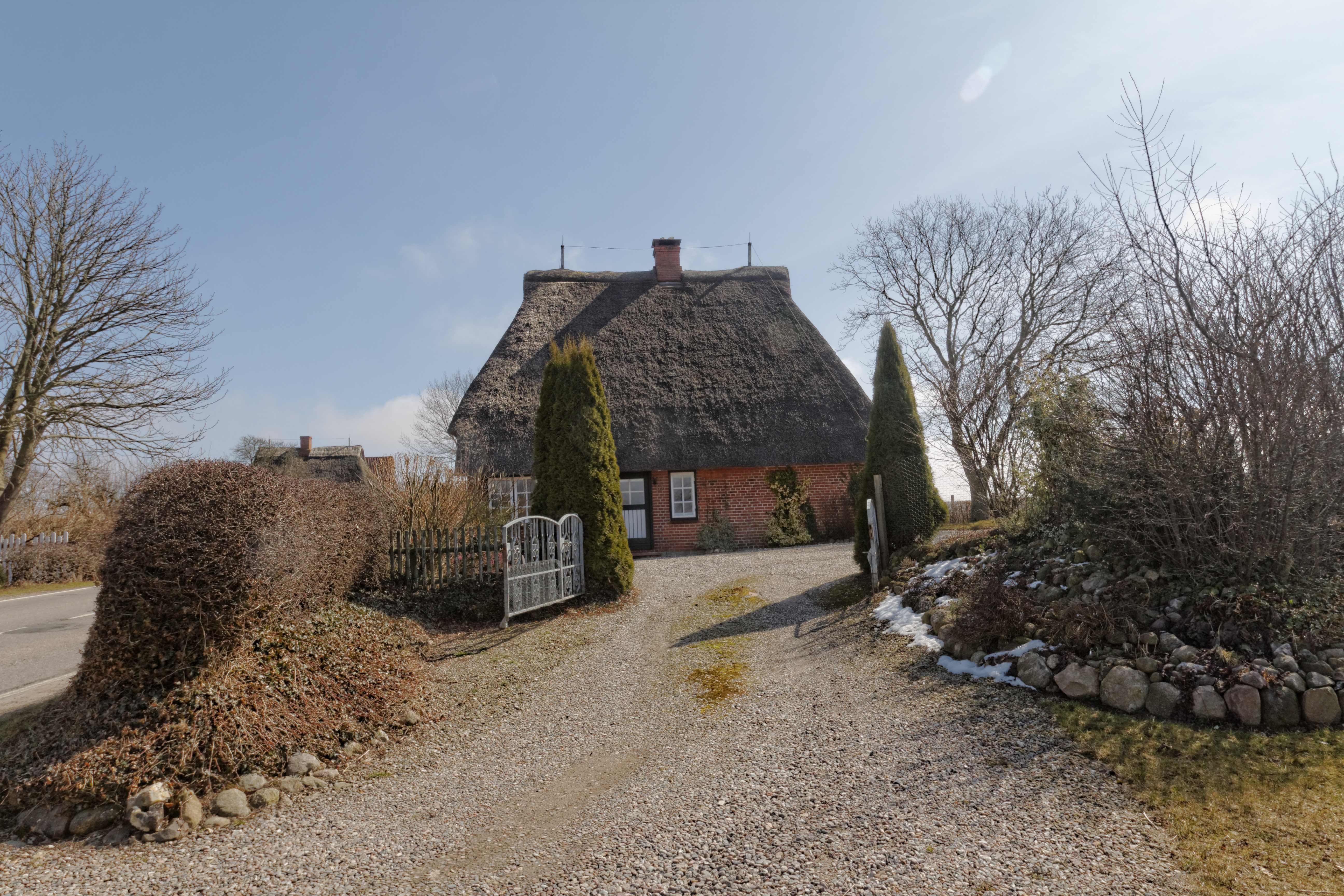
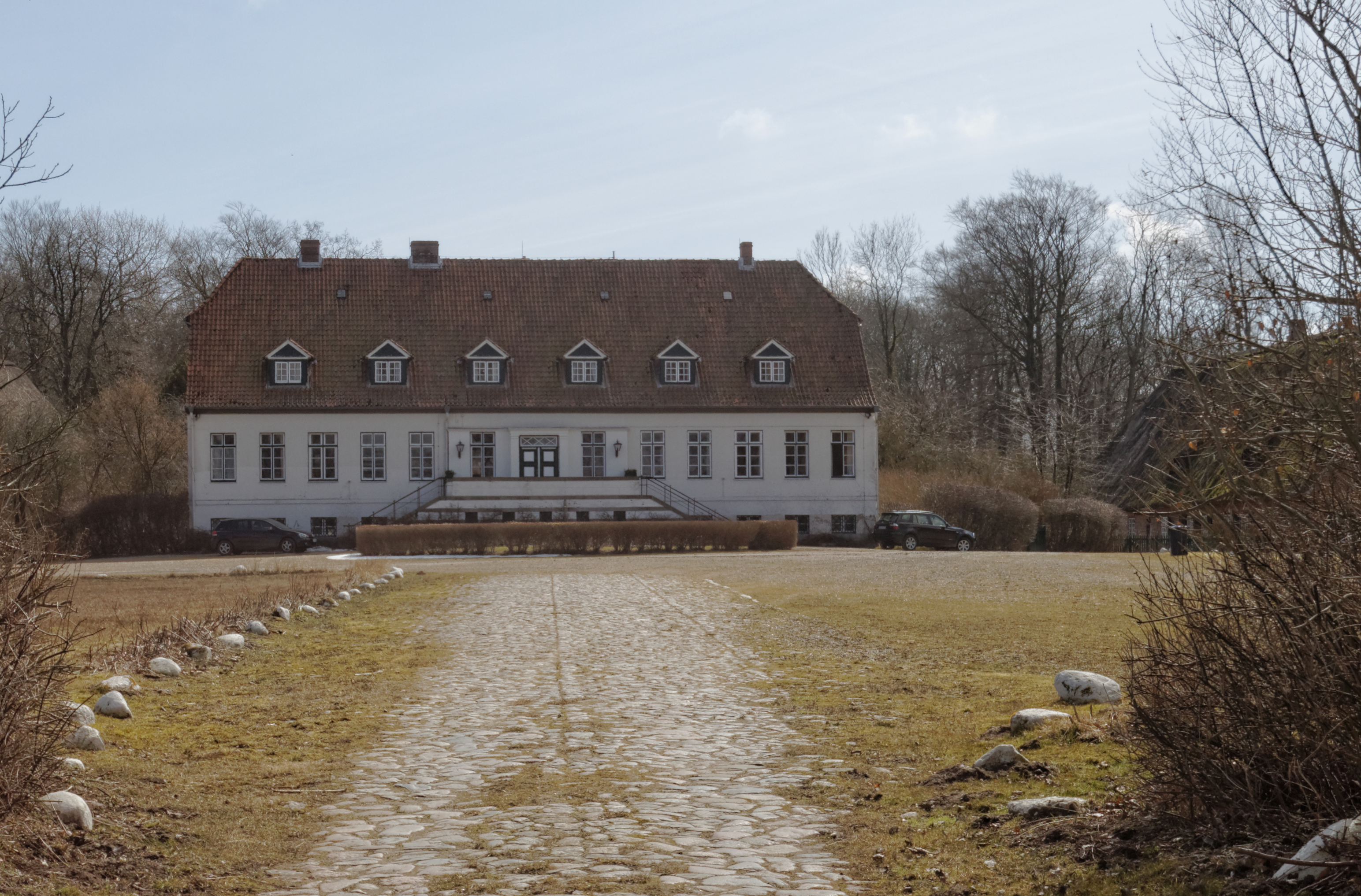